# Sclerophrys dodsoni
Sclerophrys dodsoni es una especie de anfibios anuros de la familia Bufonidae.

## Distribución geográfica y hábitat
Es endémica de la franja costera del este de África, desde el extremo sur de Egipto, pasando por Sudán, Yibuti, Eritrea y Etiopía, hasta el noreste de Somalia. Su rango altitudinal oscila entre 0 y 1800 m s. n. m..